# بيدرو باولو (لاعب كرة قدم)
بيدرو باولو هو لاعب كرة قدم برازيلي، ولد في 10 فبراير 1994. شارك مع منتخب البرازيل تحت 17 سنة لكرة القدم. أما مع النوادي، فقد لعب مع أتلتيكو باراناينسي ونادي ريو أفي ونادي كروزيرو.

## وصلات خارجية
- بيدرو باولو على موقع قاعدة بيانات كرة القدم.إي يو (الإنجليزية)
- بيدرو باولو على موقع Soccerway.com (الإنجليزية)
- بيدرو باولو على موقع AS.com (الإسبانية)